# Oscar Ray Bolin
Oscar Ray Bolin Jr. (22 de enero de 1962 - 7 de enero de 2016) fue un asesino en serie estadounidense condenado a muerte por el asesinato y violación de dos chicas jóvenes en Florida y una menor de edad. Fue ejecutado el 7 de enero de 2016 convirtiéndose en el primer reo ejecutado ese año en los Estados Unidos.

## Crímenes
El 25 de enero de 1986, Natalie "Blanche" Holley, de 25 años de edad, fue descubierta muerta en un campo de naranjos, su cuerpo presentaba heridas punzantes. 
El 5 de noviembre de 1986, Stephanie Anne Collins, de 17 años de edad, desapareció después de haber sido vista por última vez en el estacionamiento de una farmacia. Sus restos fueron finalmente descubiertos cerca de un camino rural un mes más tarde (por coincidencia, el mismo día que el cuerpo de Teri Lynn Matthews fue encontrado en el vecino condado de Pasco).
En la mañana del 5 de diciembre] de 1986, el cuerpo vestido de Teri Lynn Matthews, de 26 años, fue descubierto cerca de las vías del ferrocarril en una zona rural del Condado de Pasco. Ella había sido apuñalada en el cuello y el pecho, y golpeada en repetidas ocasiones en la cabeza. A pesar de que no había llovido durante varios días, la víctima y su ropa estaban mojadas según los informes. La autopsia reveló la presencia de semen en su área vaginal, aunque no había pruebas concretas de que Matthews había sido abusada sexualmente.
Bolin fue acusado en 1990 por los tres asesinatos y se sometió a tres juicios, uno por cada víctima. En cada caso, fue declarado culpable de asesinato en primer grado y sentenciado a muerte. Aunque cada uno de estos veredictos fue revocado en apelación al menos dos veces por errores procesales, los jurados volvieron sistemáticamente a emitir un veredicto de culpabilidad (diez en total), aunque en el caso de Natalie Holley por asesinato en segundo grado, de modo que por este no recibió finalmente una condena a muerte, sino a cadena perpetua.

## Ejecución
Oscar Bolin fue ejecutado con una inyección letal el jueves 7 de enero de 2016 en la prisión Estatal de Florida en Starke, convirtiéndose en el primer reo ejecutado ese año en los Estados Unidos. Su última comida consistió en carne, patatas al horno, ensalada, pan de ajo, pastel de limón con merengue y un refresco.